# Giorgio Fanan
Giorgio Fanan (Arquà Polesine, 18 novembre 1929 – Rovigo, 20 luglio 2025) è stato un collezionista d'arte e bibliografo italiano.

## Biografia

### Collezionista
Giorgio Fanan è stato uno dei più importanti collezionisti musicali italiani del XX secolo. 
Iniziò la sua carriera di bibliofilo già da bambino, nel 1937, raccogliendo alcuni spartiti della banda musicale del suo paese di origine. In oltre ottanta anni di attività ha raccolto un'imponente biblioteca musicale di oltre 100.000 esemplari, tenendo contatti con musicisti, musicologi, mercanti d'arte e librerie antiquarie di tutto il mondo. 
Di particolare rilievo sono la collezione di libretti per musica, le lettere autografe di musicisti, la trattatistica musicale antica a stampa, le prime edizioni di lavori operistici, i manoscritti musicali, vari cimeli musicali, preziose legature, una raccolta filatelica sulla musica.

### A Torino e il ritorno in Polesine
Per oltre 30 anni Fanan fu uno degli amministratori delegati della famiglia Agnelli a Torino, dove ebbe modo di condividere la sua passione con Gianni e Umberto Agnelli. Marella Agnelli gli regalò un pianoforte a mezza coda Steinway & Sons. 
Prima della pensione, nel 1987, Fanan con la propria famiglia, la moglie Franca Bazzano e i figli Andreina e Vittorio, spostò la propria residenza da Torino al palazzetto Villa Cornoldi Fanan di Fratta Polesine, dove trasferì l'intera collezione. Amico di famiglia e vicino di casa fu Giancarlo Matteotti, che gli donò alcuni cimeli appartenuti al padre Giacomo. 
L'importanza della biblioteca Fanan  è stata riconosciuta anche dal direttore d’orchestra e musicista olandese Ton Koopman. Inoltre, nel 1997 Giancarlo Rostirolla definì Fanan "uno dei più famosi raccoglitori di materiali bibliografico-musicali antichi e moderni del nostro tempo". 
La Biblioteca Fanan è segnalata nel Répertoire International des Sources Musicales (RISM), l’organizzazione internazionale che si occupa di censire le fonti musicali in tutto il mondo.

## La collezione
Gli esemplari della raccolta offrono un panorama della tradizione musicale classica dell'Occidente, dal Medioevo ad oggi. Ad esempio, fra i pezzi si trovano fonti della tradizione musicale medievale (un antifonario del X secolo), cinquecentine
musicali a stampa di area veneta e romana (Cipriano de Rore, Palestrina, Costanzo Porta,
Morales), musica manoscritta e a stampa del Seicento e del Settecento (Merula, Caccini, Giacomo Carissimi, Frescobaldi, Bononcini, Arcangelo Corelli, Benedetto Marcello, Georg Friedrich Händel, Sammartini,
Tartini, Viotti).
Nella biblioteca Fanan figura inoltre la prima edizione a stampa completa (Breitkopf & Härtel) delle opere
di Mozart. Sono compresi anche trattati di teoria musicale (Leo, Paisiello, Martini), autografi e prime
edizioni di opere vocali e strumentali tedesche, francesi e italiane di compositori
operistici (Lully, Camprà, Spontini, Piccinni, Christoph Willibald Gluck,
Sarti, Grétry, Asioli, Rossini, Bellini, Verdi, Boito, Wagner, Richard Strauss, Puccini,
Leoncavallo, Mascagni), cameristica e sinfonica (Porpora, Boccherini, Haydn, Pleyel, Beethoven, Mendelssohn, Brahms, Mahler, Stravinskij).
Vi sono inoltre esemplari di tradizione più letteraria (Dante, Pascoli,
Verga) e scritti d’occasione (Cristoforo Colombo, Filippo I di Borbone, Ludwig II).
La collezione comprende anche materiali relativi alla musica contemporanea (Schönberg, Berg, Castelnuovo-Tedesco, Ghedini)
e agli interpreti (Toscanini, Bruno Walter, Karajan, Bernstein).

### Gli ex libris
Gli ex libris scelti da Giorgio Fanan sono tre: uno ritraente San Giorgio e il drago con la dicitura Ex libris Giorgio Fanan, il secondo contenente i versi della Divina Commedia di Dante da Inf. I, 83-84, e il terzo recante il motto: Che incuria non disperda con l'aggiunta dei versi di Dante da Par. XVII, 55-56.

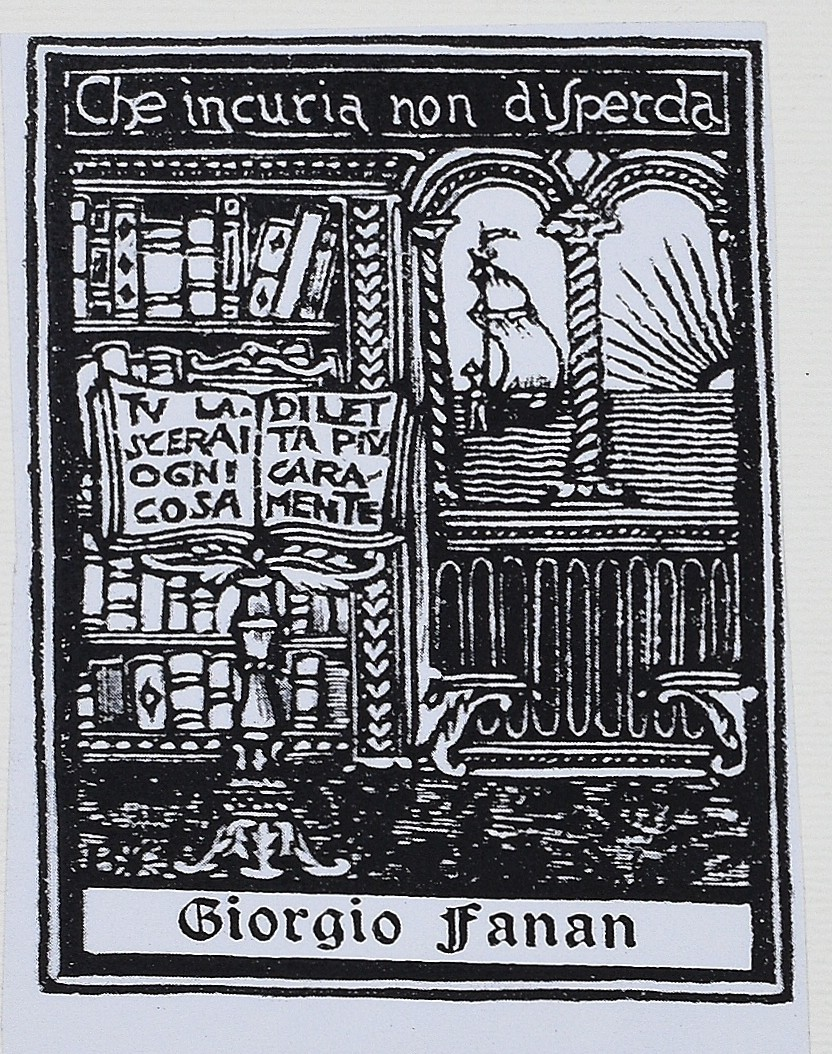
Ex libris di Giorgio Fanan